# Mercersburg
Mercersburg is een plaats (borough) in de Amerikaanse staat Pennsylvania, en valt bestuurlijk gezien onder Franklin County.

## Demografie
Bij de volkstelling in 2000 werd het aantal inwoners vastgesteld op 1540. In 2006 is het aantal inwoners door het United States Census Bureau geschat op 1554, een stijging van 14 (0,9%).

## Geografie
Volgens het United States Census Bureau beslaat de plaats een oppervlakte van 2,5 km², geheel bestaande uit land. Mercersburg ligt op ongeveer 183 m boven zeeniveau.

## Plaatsen in de nabije omgeving
De onderstaande figuur toont nabijgelegen plaatsen in een straal van 24 km rond Mercersburg.

## Geboren in Mercersburg
- James Buchanan (1791-1868), 15e president der Verenigde Staten van Amerika (1857-1861)